# Зеїкана
Зеїкана (рум. Zăicana) — село у Кріуленському районі Молдови. Утворює окрему комуну.

## Населення
За даними перепису населення 2004 року у селі проживали 1902 особи.
Національний склад населення села:
| Національність       | Кількість осіб | Відсоток   |
| -------------------- | -------------- | ---------- |
| молдавани румуни     | 1881 5         | 98,9% 0,3% |
| росіяни              | 12             | 0,6%       |
| українці             | 3              | 0,2%       |
| інша / без відповіді | 1              | 0,1%       |
| Всього               | 1902           | 100%       |